# Hendrik van der Bergh
Hendrik Johan van der Bergh (né le 27 novembre 1914 et mort le 16 août 1997) était un officier de police d'Afrique du Sud, membre des services secrets et fondateur du Bureau de la sécurité d'état (B.O.S.S.) (en) le 16 mai 1969. Il était surnommé Lang Hendrik (Afrikaans : signifiant le « grand Hendrik ») du fait de sa haute taille.

## Biographie
Hendrik van der Bergh est né à Vredefort au cœur de la province afrikaner de l'état libre d'Orange.
Il rencontre John Vorster durant la Seconde Guerre mondiale avec qui il milite au sein d'un groupe paramilitaire, la Ossewabrandwag ("sentinelle des chars à bœufs") contre l'implication de l'Afrique du Sud dans le conflit européen en menant des actes de sabotage contre le gouvernement sud-africain afin de saper l'effort de guerre. Il fut alors emprisonné pour ses activités en vertu des lois sud-africaine sur l'état de guerre.
Après la guerre, van den Bergh devint officier de police. En 1963, il fonde les premiers services secrets sud-africains chargés de lutter contre les mouvements anti-apartheid. Durant la guerre civile angolaise, il milite auprès de John Vorster, premier ministre, pour une implication minimum et circonstanciée des forces armées sud-africaines tandis que Pieter Botha, le ministre de la défense et son chef d'état major, Magnus Malan, convaincus de l'existence d'un plan global soviétique dont le but est la prise de pouvoir en Afrique du Sud, envisagent un plan d'ensemble se firent alors les avocats d'un plan plus radical, une invasion du pays par les troupes sud-africaines pour chasser le MPLA de Luanda. La première option est finalement approuvée. Arrivée aux portes de Luanda, la capitale angolaise, les forces sud-africaines et leurs alliés de l'UNITA sont obligés de refluer par manque d'effectifs et de soutien face aux troupes cubaines et angolaises.
En 1980, après la chute de Vorster, Pieter Botha obtint la démission de van den Bergh dont les services ont aussi été impliqués dans le scandale de l'information. Le B.O.S.S. est lui-même remplacé par le National Intelligence Service.
Après sa démission, Van der Bergh s'est retiré dans sa ferme de l'état libre d'Orange où il élève ses poulets. Dans les années 1980, il a pensé à écrire ses mémoires mais a dû y renoncer sous la pression du gouvernement sud-africain. En 1997, il meurt à Bronkhorstspruit petite commune rurale située près de Pretoria. Il était âgé de 82 ans.